# Blanca de Borgoña
Blanca de Borgoña (1296-29 de abril de 1326) fue reina consorte de Francia algunos meses del año 1322 por su matrimonio con el futuro Carlos IV de Francia.

## Biografía
Era la segunda hija de Otón IV, conde de Borgoña, y de Matilde de Artois, condesa de Artois. Su hermana mayor era Juana de Borgoña, esposa de Felipe de Poitiers y más tarde reina de Francia. Su hermano menor era Roberto de Borgoña, quien murió a los 15 años.
En 1308, se casó en Corbeil con Carlos de Francia, el tercer hijo de Felipe IV el Hermoso, nombrado conde de La Marche y posteriormente  rey de Francia como Carlos IV, 
A principios de 1314, su suegro la hizo arrestar bajo la acusación de haber cometido adulterio con Gauthier de Aunay en la mansión de Nesle, residencia de su cuñada Margarita de Borgoña y de Luis de Navarra. Junto con Margarita, quien también fue acusada de adulterio cometido con el hermano de Gauthier, Phillipe de Aunay, fue juzgada y declarada culpable. Se le despojó entonces de sus honores, se le afeitó la cabeza y fue encerrada en el castillo Gaillard. Su hermana, Juana, fue encerrada a su vez en el castillo de Dourdan, acusada de complicidad en el adulterio de ambas primas. Se considera oficialmente que fue la cuñada de Blanca, Isabel de Francia, la responsable de las acusaciones. Este hecho es conocido como el escándalo de la torre de Nesle y tuvo consecuencias desagradables para la Corona francesa en los años siguientes. 
Después de este hecho, Carlos de la Marche rechazó a su esposa, pero insistió ante su hermano Luis, en ese momento rey de Francia tras la muerte de Felipe IV, que fuera puesta en libertad, pero este la denegó, por lo que no pudo ser liberada de prisión como su hermana Juana, cuyo marido, Felipe de Poitiers, nunca renegó de ella. 
En 1322, tras la muerte de Felipe V, Carlos de La Marche subió al trono de Francia cuando ella aún se encontraba prisionera, lo que la convertía temporalmente en reina de Francia. Carlos IV entonces persistió en negar su liberación y solicitó al Papa Juan XXII la anulación de su matrimonio, que le fue concedida el 19 de mayo de 1322, alegándose que Carlos era ahijado de la madre de Blanca, lo que convertía esa relación en incestuosa a los ojos del derecho canónico. Después de la anulación, Carlos IV se casó inmediatamente con María de Luxemburgo.
Al final, Carlos IV le concedió salir del castillo Gaillard, con la salud bastante deteriorada por sus años en prisión, para terminar sus días recluida en la abadía de Maubuisson, cerca de Pontoise, donde falleció en abril de 1326.
| Predecesora: Juana de Borgoña | Reina consorte de Francia y de Navarra 1322 | Sucesora: María de Luxemburgo |

- Datos: Q232267
- Multimedia: Blanche of Burgundy / Q232267